# 137e bataillon de tirailleurs sénégalais
Le 137e Bataillon de Tirailleurs Sénégalais (ou 137e BTS) est un bataillon français des troupes coloniales.

## Création et différentes dénominations
- 21/12/1918: Formation du 137e Bataillon de Tirailleurs Sénégalais à Nemours et Marnia à partir d'éléments provenant du 94e Bataillon de Transition (Biskra), et des 111e (Orléansville) et 113e Bataillon de Tirailleurs Sénégalais (Biskra).
- 01/03/1919: Le bataillon est dissous et reformé en 116e Bataillon de Tirailleurs Sénégalais et amalgamé avec l'ex-116e BTS d'El Outaya (dissous à la même date que le 137e BTS)
- 01/04/1919: Le bataillon devient le 1er bataillon du 16e Régiment de Tirailleurs Sénégalais de Biskra

## Chefs de corps
- 21/12/1918: Capitaine Tilmont
- 03/01/1919: Commandant Legrand
- 29/01/1919: Capitaine Tilmont
- 07/02/1919: Capitaine Caux
- 24/02/1919: Commandant Katz de Warens

### Sources et bibliographie
Mémoire des Hommes